# Mylan (Unternehmen)
Mylan ist ein niederländisches Arzneimittelunternehmen mit Hauptsitz in Amsterdam sowie in Canonsburg, Pennsylvania in den Vereinigten Staaten, operativer Hauptzentrale in Hatfield im Vereinigten Königreich und deutschem Sitz in Bad Homburg. Zum Jahresende 2016 beschäftigte Mylan weltweit knapp 35.000 Mitarbeiter und erzielte im Geschäftsjahr 2016 einen Umsatz von 11,1 Milliarden US-Dollar. Mylan fusionierte 2020 mit Upjohn unter dem neuen Namen Viatris.

## Geschichte
Mylan wurde 1961 vom serbischstämmigen Milan Puškar (1934–2011) sowie vom italienischstämmigen Don Panoz (1935–2018) unter dem Namen Milan Pharmaceuticals in White Sulphur Springs (West Virginia) gegründet und 1972 in Mylan umbenannt.
Die Firma erlangte 2007 erstmals in Deutschland Bedeutung durch den Erwerb des Generikageschäfts der Merck KGaA, Darmstadt. Die Sparte war mit 1,802 Milliarden Euro für rund ein Drittel des Umsatzes von Merck verantwortlich gewesen. Seit diesem Zeitpunkt ist Mylan neben Firmen wie der Hexal AG, Ratiopharm, Sandoz und Stada einer der bedeutendsten Zulassungsinhaber für generische Arzneimittel in Deutschland, wo das Unternehmen mit verschiedenen Unterfirmen wie Mylan Germany GmbH, Mylan dura GmbH und anderen am Markt auftritt.
Mitte 2014 übernahm Mylan den Geschäftsbereich Spezial- und Markengenerika für Märkte außerhalb der USA von Abbott Laboratories für 5,3 Milliarden US-Dollar in Aktien von Mylan. Anfang 2015 verlegte das Unternehmen seinen Sitz von Canonsburg, Pennsylvania nach Amsterdam. Die operative Hauptzentrale wurde zunächst nach Potters Bar verlegt, später nach Hatfield.
Die Aktien des Unternehmens sind an der NASDAQ gelistet und Bestandteil des Aktienindex S&P 500.
Anfang April 2015 kündigte Mylan an, dass es seinen irischen Konkurrenten Perrigo für 28,9 Milliarden US-Dollar übernehmen möchte. Am 24. April 2015 erhöhte Mylan sein Angebot auf 31,27 Milliarden US-Dollar, was jedoch von Perrigo erneut als zu niedrig abgelehnt wurde. Am 29. April 2015 stockte Mylan sein Angebot abermals auf 33 Milliarden US-Dollar mit einem höheren Baranteil auf.
Am 21. April 2015 kündigte der israelische Generikakonzern Teva Pharmaceutical Industries an, dass er Mylan für 40,1 Milliarden US-Dollar (das entspricht 82 Dollar je Aktie) in einer feindlichen Übernahme übernehmen werde. Rund 50 Prozent des Kaufpreises sollten in bar, der Rest in Aktien der Teva gezahlt werden. Voraussetzung für das Angebot sei allerdings das Scheitern der Übernahme von Perrigo durch Mylan. Im Juli 2015 beendete Teva seine Übernahmeabsichten, nachdem Mylan erfolgreich mit einer Giftpille dagegen vorgegangen ist.
Am 20. Juli 2016 genehmigte die EU-Kommission die Übernahme der schwedischen MEDA-Gruppe (mitsamt ihren Tochterfirmen, darunter Rottapharm Madaus) durch Mylan.
Im September 2016 musste CEO Heather Bresch vor Vertretern des US-Kongresses auftreten, um die Preispolitik des Unternehmens für Adrenalin-Fertigspritzen (EpiPens) in den USA zu rechtfertigen. Das Medikament war 2007 von Mylan eingekauft worden und der Verkaufspreis für ein Doppelpack hatte sich seitdem von 100 US-Dollar auf 600 US-Dollar erhöht.
2020 fusioniert Mylan mit Upjohn, einem Spin-off von Pfizer. Das neue Unternehmen firmiert unter dem Namen Viatris. Die Aktien werden ab 17. November 2020 an der Börse gehandelt.